# Lenguas uitoto
La familia de lenguas witoto (witoto, huitotoano, witotó) está formada por 7 lenguas de las cuales 4 están muertas, hablándose en Colombia, Perú y Brasil. Su relación es discutida siendo puesta por unos junto con las lenguas bora formando un conjunto denominado bora-witoto, otros la sitúan con la andoke y otros la insertan dentro de la macro-caribe junto con la bora.

## Lenguas de la familia
La familia witoto está formada por las siguientes lenguas:
- Ocaina (okaina) Departamento de Loreto, Perú; Amazonas, Colombia
- Witoto
  - Nipode (nüpode, nüpode witoto) Perú
  - Meneca-murui
    - Meneca (meneka, witoto muinane, minica witoto, mɨnɨca) Amazonas, Colombia; Perú 2.500 hablantes (1997)[2]
    - Murui (bue, mɨca, witoto murui) Perú; Putumayo y Amazonas, Colombia 2.000-2.800 (1997)[2]
- Nonuya (nonuña, nyonuhu, achiote, achote) Amazonas, Colombia; Departamento de Loreto, Perú ?? (†)
- Andoquero (andokero) Amazonas, Colombia lengua muerta ?? (†)
- Coeruna (koeruna) Amazonas, Brasil ?? (†)
- Coixoma (koihoma, koto, coto, orejón) Departamento de Loreto, Perú ?? (†)

(†) = lengua muerta

### Comparación léxica
La siguiente lista compara los numerales en cinco lenguas witoto:
| GLOSA | Ocaina       | Nipode          | Meneca           | Murui                 | Faai             | PROTO- WITOTO   |
| ----- | ------------ | --------------- | ---------------- | --------------------- | ---------------- | --------------- |
| 1     | tʲa-         | da              | da               | dahe                  | dahé             | *tʲa            |
| 2     | hanaa        | ména            | ména             | mena                  | mänahé           | *məna           |
| 3     | hanããm       | da ámani        | da ámani         | dahe amani            | dahé amani       | *tʲa a-məni     |
| 4     | nahĩ ʔxanó   | pigo-ména-ri.e  | ɸígo-ména-rie    | naga amaga            | nagamaga         | ?               |
| 5     | tʲa-ɸííɸoroʔ | hu-bé-ba        | hu-bé-kuiro      | dabecuìro             | dabekuiro        | *tʲa-be-kwiro   |
| 6     | anííra ɸátí  | ené-pebamo dá   | ené-ɸethimo da   | enefebe-llimo dacaì   | énémé dahé       | *ani be-[?] tʲa |
| 7     | [6] hanáámaʔ | ené-pebamo ména | ené-ɸethimo ména | enefebe-llimo menacaì | motöi kaima dahé | *ani be-[?] [2] |
| 8     | atʲora biñiʔ |                 |                  |                       | higaikai dahé    | ?               |
| 9     |              |                 |                  |                       | nagaa- häbäkuiro | ?               |
| 10    | hanãʔ ɸátí   |                 |                  |                       | aiyoäna          | ?               |